# 路易·丹皮尔
路易·丹皮尔（英語：Louie Dampier，1944年11月20日—），美国NBA联盟前职业篮球运动员。